# Meteor Records
Die Meteor Records waren ein US-amerikanisches Plattenlabel. Meteor veröffentlichte hauptsächlich Rockabilly- und Blues-Titel.

## Geschichte
Die Gründung erfolgte 1952 von den Bihari-Brüdern in Memphis, Tennessee, die auch schon die Modern Records in Los Angeles besaßen. Die erste Single, die auf dem Label erschien, war I Believe / I Held My Baby Last Night von dem Blues-Musiker Elmore James. Die nächsten Jahre veröffentlichte das Label weiterhin Platten von Rockabilly- und Blues-Musikern, jedoch weitestgehend wenig erfolgreich. Die letzte Single erschien 1957, kurze Zeit später wurden die Meteor Records zu Gunsten der Modern Records von den Bihari-Brüdern geschlossen. 

## Künstler
- Charlie Feathers
- Malcolm Yelvington (unter dem Pseudonym Mac Sales)
- Junior Thompson
- Elmore James
- Brad Suggs
- Bill Bowen
- Wayne McGinnis